# Мирбат
Мирба́т (араб. مرباط‎)— город в провинции Дофар, на юго-западе Султаната Оман. Находится в 80 км к востоку от центра провинции Салала. Население самого города оценивается в 17 305 человек.
В древности город славился как порт, через который шёл экспорт знаменитого дофарского ладана и арабских скакунов. В настоящее время город является центром рыболовства, сезон которого наступает в зимнее время.
У многих жителей Мирбата имеются африканские корни.

## Города-побратимы
- Ходейда, Йемен
- Обук, Джибути